# Маяки (Подільський район)
Мая́ки — село Окнянської селищної громади Подільського району Одеської області України. Населення становить 636 осіб.

## Історія
Під час Другої світової війни тут розташовувався передова авіабаза головної бази військового аеродрому Бєльц у Сінгуренах 55-ІАП.
12 червня 2020 року, відповідно до Розпорядження Кабінету Міністрів України від № 724-р «Про визначення адміністративних центрів та затвердження територій територіальних громад Одеської області», увійшло до складу Окнянської селищної громади.
19 липня 2020 року, в результаті адміністративно-територіальної реформи і ліквідації Окнянського району, село увійшло до складу новоутвореного Подільського району.

## Населення
Згідно з переписом УРСР 1989 року чисельність наявного населення села становила 786 осіб, з яких 360 чоловіків та 426 жінок.
За переписом населення України 2001 року в селі мешкало 636 осіб.

### Мова
Розподіл населення за рідною мовою за даними перепису 2001 року:
| Мова       | Відсоток |
| ---------- | -------- |
| українська | 91,98 %  |
| молдовська | 4,40 %   |
| російська  | 3,14 %   |
| болгарська | 0,16 %   |
| гагаузька  | 0,16 %   |

## Персоналії
Уродженкою села є Шолар Марія Дмитрівна (1924—2002) — двічі Герой Соціалістичної Праці.